# Valle del Cauca
Valle del Cauca là một tỉnh của Colombia. Tỉnh nằm ở phía tây quốc gia, nhìn ra Thái Bình Dương và là một trong những tỉnh quan trọng của Cộng hòa Colombia. Tỉnh lỵ là Santiago de Cali. Do vị trí của tỉnh, tỉnh này được xem là cửa ngõ Thái Bình Dương của Colombia.